# Cryptogalumna cryptodonta
Cryptogalumna cryptodonta är en kvalsterart som beskrevs av Grandjean 1957. Cryptogalumna cryptodonta ingår i släktet Cryptogalumna och familjen Galumnidae. Inga underarter finns listade i Catalogue of Life.